# Bridgnorth

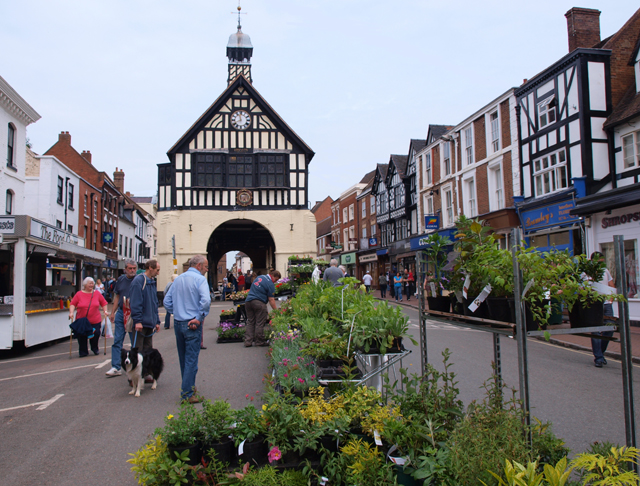
Un mercado de plantas en Bridgnorth.

Bridgnorth es una villa en el sureste del condado inglés de Shropshire. Está al lado del Río Severn, el río más largo en el Reino Unido. En el censo de 2001 Bridgnorth tuvo una población de 11.891 y en una estimación en 2008 tuvo una población de 12.216. Por eso, es la cuarta villa más grande en Shropshire y la villa más grande en su sur. Bridgnorth es dividido entre el High Town (Villa Alta) y el Low Town (Villa Baja).
En inglés viejo, Bridgnorth se traduce como Puente del Norte. Su nombre es debido a un puente encima el Río Severn que es más norte que otro en la aldea de Quatford. La lema de Bridgnorth es en latín, Fidelitas Urbis Salus Regis (español: La Fidelidad del Pueblo es para la Seguridad del Rey), y es debido a su apoyo al Rey Enrique I de Inglaterra durante una revuelta en 1098. El escudo de la villa tiene el castillo de la villa, y debajo de un león dorado en un campo verde. Fue dado a Bridgnorth el 14 de septiembre de 1958.
El castillo de Bridgnorth fue demolido en 1647 después de la Guerra Civil Inglesa por las tropas de Oliver Cromwell, el ganador de la guerra.
En 2005, documentos por Adolf Hitler fueron descubiertos sobre el tema de una invasión del Reino Unido (la Operación León Marino). Él dijo que quiso para Bridgnorth a ser la sede de los alemanes, debido a su posición en el campo y el centro de Inglaterra, y también su campo de aviación.
Desde 1978, Bridgnorth está hermanada con Thiers, una villa francesa en la région central de Auvernia, y desde 1992 con Schrobenhausen, una villa alemán en Baviera.